# لیندتال
لیندتال (به آلمانی: Lindetal) یک شهر در آلمان است که در Mecklenburgische Seenplatte District واقع شده‌است. لیندتال ۱٬۳۶۴ نفر جمعیت دارد.